# Fridefont
Fridefont é uma comuna francesa na região administrativa de Auvérnia-Ródano-Alpes, no departamento de Cantal. Estende-se por uma área de 14 km², e tem 126 habitantes, segundo os censos de 1999, com uma densidade 9 hab/km².